# Giro di Svizzera
Il Giro di Svizzera (nome ufficiale fr.: Tour de Suisse) è una corsa a tappe di ciclismo su strada maschile che si svolge in Svizzera ogni anno nel mese di giugno. Si corre nell'arco di una settimana ed inizia in genere tre settimane prima del Tour de France. Dal 2005 al 2008 fu inserito nel calendario UCI ProTour; dal 2009 è valido come prova del Calendario mondiale UCI/UCI World Tour. Per il suo prestigio viene talvolta definito il Quarto Grande Giro.

## Storia
La prima edizione del Giro di Svizzera si svolse nel 1933, nell'arco di cinque tappe, tra fine agosto e inizio settembre, e fu vinta dall'austriaco Max Bulla. Per lo svolgersi della Seconda guerra mondiale nei Paesi circostanti, la gara non si svolse nel 1940 e dal 1943 al 1945. Nel 1941 e nel 1942 si tenne invece in forma ridotta: tre tappe nell'arco di due giorni nell'edizione 1941, con solo 44 professionisti al via e uno spareggio indoor per decretare il vincitore allo Hallenstadion di Zurigo, e cinque tappe in altrettanti giorni di gara nel 1942.
Nell'immediato dopoguerra la corsa si affermò come terzo Giro per importanza dopo Tour de France e Giro d'Italia. Gino Bartali si impose nel 1946 e nel 1947, dominando sulle montagne e vincendo con distacchi record, mentre negli anni subito seguenti la corsa raggiunse il picco di popolarità con i duelli tra gli svizzeri Ferdi Kübler e Hugo Koblet: entrambi vinsero la corsa tre volte, ciascuno aggiudicandosi undici tappe e vestendo la maglia di leader per quattordici frazioni. Negli stessi anni si affermò anche l'italiano Pasquale Fornara, che con quattro successi, nel 1952, 1954, 1957 e 1958, risulta ancora il plurivittorioso della corsa.
Negli anni 1960 la gara risultò appannaggio di numerosi ciclisti di livello, tra cui Hans Junkermann (vincitore nel 1959 e 1962), Franco Bitossi (nel 1965) e Vittorio Adorni (nel 1969 in maglia iridata). Nel 1974 l'organizzatore Sepp Voegeli riuscì a convincere Eddy Merckx a partecipare per la prima volta alla corsa: pur avendo vinto solo quattro giorni prima il Giro d'Italia, il "Cannibale" vinse tre tappe, vestì di giallo dal primo all'ultimo giorno e vinse la classifica generale e le classifiche accessorie della gara svizzera. Fu questo il suo unico successo; nelle stagioni seguenti e negli anni 1980 si imposero al Giro di Svizzera specialisti delle corse di un giorno come Roger De Vlaeminck, Hennie Kuiper e Sean Kelly (due volte), ma anche scalatori come Michel Pollentier, Beat Breu e Andrew Hampsten (entrambi due volte) e passisti come Giuseppe Saronni.
Nel 1991 Sepp Voegeli diresse per l'ultima volta la corsa, morì l'anno dopo. Gli anni 1990 videro imporsi tra gli altri Pascal Richard, Pavel Tonkov e Stefano Garzelli, mentre nel decennio seguente si ebbero i successi dei campioni da Grandi Giri Lance Armstrong (titolo revocato), Alex Zülle, Aleksandr Vinokurov, Jan Ullrich (due vittorie, di cui una revocata) e Aitor González. Lo specialista delle cronometro Fabian Cancellara si mise anch'egli in evidenza vincendo, tra il 2003 e il 2016, undici tappe (oltre alla classifica finale nel 2009) ed eguagliando così il primato di successi parziali detenuto da Kübler e Koblet. Il primato assoluto di vittorie di tappa è stato quindi superato durante il Tour de Suisse 2016 da Peter Sagan. Dal 2015 la corsa è organizzata da InfrontRingier Sports & Entertainment AG, società svizzera di gestione sportiva.
Nel 1948 (eccetto le edizioni 1949 e 1954) la corsa venne spostata da luglio/agosto a metà giugno. Negli ultimi anni si conclude in genere una-due settimane prima del Tour de France e due-tre settimane dopo il Giro d'Italia; tale collocazione in calendario ha reso la gara svizzera un'importante prova di preparazione al Tour de France. Dal 2004 si svolge in parziale sovrapposizione con il Giro del Delfinato, altra prova di preparazione al Tour.

## Percorso
La corsa è generalmente formata da otto o nove tappe, tra le quali una breve cronometro iniziale, spesso un'ulteriore tappa a cronometro, e alcune tappe con arrivo in salita.

## Maglie
I leader delle diverse classifiche vestono durante la gara particolari maglie distintive:
- La maglia gialla per il corridore con il miglior tempo cumulativo (leader della classifica generale).
- La maglia nera per il corridore che conquista più punti nei traguardi intermedi e sugli arrivi (leader della classifica a punti).
- La maglia rossa per il corridore che conquista più punti e bonus sulle cime (leader della classifica della montagna).
- La maglia bianca per il corridore Under-25 con il miglior tempo cumulativo (leader della classifica dei giovani).

## Albo d'oro
Aggiornato all'edizione 2025.
| Anno    | Vincitore                                    | Secondo                                      | Terzo                                        |
| ------- | -------------------------------------------- | -------------------------------------------- | -------------------------------------------- |
| 1933    | Max Bulla                                    | Albert Büchi                                 | Gaspard Rinaldi                              |
| 1934    | Ludwig Geyer                                 | Léon Level                                   | Francesco Camusso                            |
| 1935    | Gaspard Rinaldi                              | Leo Amberg                                   | Henri Garnier                                |
| 1936    | Henri Garnier                                | Gustaaf Deloor                               | Leo Amberg                                   |
| 1937    | Karl Litschi                                 | Leo Amberg                                   | Walter Blattmann                             |
| 1938    | Giovanni Valetti                             | Arsène Mersch                                | Severino Canavesi                            |
| 1939    | Robert Zimmermann                            | Max Bolliger                                 | Christophe Didier                            |
| 1940    | non disputato                                | non disputato                                | non disputato                                |
| 1941    | Josef Wagner                                 | Werner Buchwalder                            | Ferdi Kübler                                 |
| 1942    | Ferdi Kübler                                 | Willy Kern                                   | Fritz Stocker                                |
| 1943-45 | non disputato                                | non disputato                                | non disputato                                |
| 1946    | Gino Bartali                                 | Josef Wagner                                 | Aldo Ronconi                                 |
| 1947    | Gino Bartali                                 | Giulio Bresci                                | Stan Ockers                                  |
| 1948    | Ferdi Kübler                                 | Giulio Bresci                                | Hans Sommer                                  |
| 1949    | Gottfried Weilenmann                         | Georges Aeschlimann                          | Ernst Stettler                               |
| 1950    | Hugo Koblet                                  | Jean Goldschmit                              | Aldo Ronconi                                 |
| 1951    | Ferdi Kübler                                 | Hugo Koblet                                  | Alfredo Martini                              |
| 1952    | Pasquale Fornara                             | Ferdi Kübler                                 | Carlo Clerici                                |
| 1953    | Hugo Koblet                                  | Fritz Schär                                  | Danilo Barozzi                               |
| 1954    | Pasquale Fornara                             | Agostino Coletto                             | Giancarlo Astrua                             |
| 1955    | Hugo Koblet                                  | Stan Ockers                                  | Carlo Clerici                                |
| 1956    | Rolf Graf                                    | Fritz Schär                                  | Joseph Planckaert                            |
| 1957    | Pasquale Fornara                             | Edgard Sorgeloos                             | Attilio Moresi                               |
| 1958    | Pasquale Fornara                             | Hans Junkermann                              | Antonino Catalano                            |
| 1959    | Hans Junkermann                              | Henry Anglade                                | Federico Bahamontes                          |
| 1960    | Alfred Rüegg                                 | Kurt Gimmi                                   | René Strehler                                |
| 1961    | Attilio Moresi                               | Hilaire Couvreur                             | Alfred Rüegg                                 |
| 1962    | Hans Junkermann                              | Franco Balmamion                             | Aldo Moser                                   |
| 1963    | Giuseppe Fezzardi                            | Rolf Maurer                                  | Attilio Moresi                               |
| 1964    | Rolf Maurer                                  | Franco Balmamion                             | Italo Zilioli                                |
| 1965    | Franco Bitossi                               | Jozef Huysmans                               | Marcello Mugnaini                            |
| 1966    | Ambrogio Portalupi                           | Carlo Chiappano                              | Rudi Zollinger                               |
| 1967    | Gianni Motta                                 | Rolf Maurer                                  | Luis Pedro Santamarina                       |
| 1968    | Louis Pfenninger                             | Robert Hagmann                               | Herman Van Springel                          |
| 1969    | Vittorio Adorni                              | Aurelio González                             | Bernard Vifian                               |
| 1970    | Roberto Poggiali                             | Louis Pfenninger                             | Primo Mori                                   |
| 1971    | Georges Pintens                              | Louis Pfenninger                             | Ugo Colombo                                  |
| 1972    | Louis Pfenninger                             | Roger Pingeon                                | Michele Dancelli                             |
| 1973    | José Manuel Fuente                           | Donato Giuliani                              | Wladimiro Panizza                            |
| 1974    | Eddy Merckx                                  | Gösta Pettersson                             | Louis Pfenninger                             |
| 1975    | Roger De Vlaeminck                           | Eddy Merckx                                  | Louis Pfenninger                             |
| 1976    | Hennie Kuiper                                | Michel Pollentier                            | José Pesarrodona                             |
| 1977    | Michel Pollentier                            | Lucien Van Impe                              | Bert Pronk                                   |
| 1978    | Paul Wellens                                 | Ueli Sutter                                  | Josef Fuchs                                  |
| 1979    | Wilfried Wesemael                            | Rudy Pevenage                                | Leonardo Mazzantini                          |
| 1980    | Mario Beccia                                 | Josef Fuchs                                  | Joop Zoetemelk                               |
| 1981    | Beat Breu                                    | Josef Fuchs                                  | Leonardo Natale                              |
| 1982    | Giuseppe Saronni                             | Theo de Rooij                                | Guido Van Calster                            |
| 1983    | Sean Kelly                                   | Peter Winnen                                 | Jean-Marie Grezet                            |
| 1984    | Urs Zimmermann                               | Acácio da Silva                              | Gerhard Zadrobilek                           |
| 1985    | Phil Anderson                                | Niki Rüttimann                               | Guido Winterberg                             |
| 1986    | Andrew Hampsten                              | Robert Millar                                | Greg LeMond                                  |
| 1987    | Andrew Hampsten                              | Peter Winnen                                 | Fabio Parra                                  |
| 1988    | Helmut Wechselberger                         | Steve Bauer                                  | Acácio da Silva                              |
| 1989    | Beat Breu                                    | Daniel Steiger                               | Jörg Müller                                  |
| 1990    | Sean Kelly                                   | Robert Millar                                | Andrew Hampsten                              |
| 1991    | Luc Roosen                                   | Pascal Richard                               | Andrew Hampsten                              |
| 1992    | Giorgio Furlan                               | Gianni Bugno                                 | Fabian Jeker                                 |
| 1993    | Marco Saligari                               | Rolf Järmann                                 | Fernando Escartín                            |
| 1994    | Pascal Richard                               | Volodymyr Pulnikov                           | Gianluca Pierobon                            |
| 1995    | Pavel Tonkov                                 | Alex Zülle                                   | Zenon Jaskuła                                |
| 1996    | Peter Luttenberger                           | Gianni Faresin                               | Gianni Bugno                                 |
| 1997    | Christophe Agnolutto                         | Oscar Camenzind                              | Jan Ullrich                                  |
| 1998    | Stefano Garzelli                             | Beat Zberg                                   | Wladimir Belli                               |
| 1999    | Francesco Casagrande                         | Laurent Jalabert                             | Gilberto Simoni                              |
| 2000    | Oscar Camenzind                              | Dario Frigo                                  | Wladimir Belli                               |
| 2001    | Lance Armstrong                              | Gilberto Simoni                              | Wladimir Belli                               |
| 2002    | Alex Zülle                                   | Piotr Wadecki                                | Nicolas Fritsch                              |
| 2003    | Aleksandr Vinokurov                          | Giuseppe Guerini                             | Óscar Pereiro                                |
| 2004    | Jan Ullrich                                  | Fabian Jeker                                 | Dario David Cioni                            |
| 2005    | Aitor González                               | Michael Rogers                               | Jan Ullrich                                  |
| 2006    | Jan Ullrich                                  | Koldo Gil                                    | Jörg Jaksche                                 |
| 2007    | Vladimir Karpec                              | Kim Kirchen                                  | Stijn Devolder                               |
| 2008    | Roman Kreuziger                              | Andreas Klöden                               | Igor Antón                                   |
| 2009    | Fabian Cancellara                            | Tony Martin                                  | Roman Kreuziger                              |
| 2010    | Fränk Schleck                                | Lance Armstrong                              | Jakob Fuglsang                               |
| 2011    | Levi Leipheimer                              | Damiano Cunego                               | Steven Kruijswijk                            |
| 2012    | Rui Costa                                    | Fränk Schleck                                | Levi Leipheimer                              |
| 2013    | Rui Costa                                    | Bauke Mollema                                | Roman Kreuziger                              |
| 2014    | Rui Costa                                    | Mathias Frank                                | Bauke Mollema                                |
| 2015    | Simon Špilak                                 | Geraint Thomas                               | Tom Dumoulin                                 |
| 2016    | Miguel Ángel López                           | Ion Izagirre                                 | Warren Barguil                               |
| 2017    | Simon Špilak                                 | Damiano Caruso                               | Steven Kruijswijk                            |
| 2018    | Richie Porte                                 | Jakob Fuglsang                               | Nairo Quintana                               |
| 2019    | Egan Bernal                                  | Rohan Dennis                                 | Patrick Konrad                               |
| 2020    | annullata a causa della pandemia di COVID-19 | annullata a causa della pandemia di COVID-19 | annullata a causa della pandemia di COVID-19 |
| 2021    | Richard Carapaz                              | Rigoberto Urán                               | Jakob Fuglsang                               |
| 2022    | Geraint Thomas                               | Sergio Higuita                               | Jakob Fuglsang                               |
| 2023    | Mattias Skjelmose                            | Juan Ayuso                                   | Remco Evenepoel                              |
| 2024    | Adam Yates                                   | João Almeida                                 | Mattias Skjelmose                            |
| 2025    | João Almeida                                 | Kévin Vauquelin                              | Oscar Onley                                  |

## Statistiche

### Vittorie per nazione
Aggiornato all'edizione 2025.
| Pos.          | Nazione       | Vittorie |
| ------------- | ------------- | -------- |
| 1             | Svizzera      | 23       |
| 2             | Italia        | 19       |
| 3             | Belgio        | 8        |
| 4             | Germania      | 4        |
| 4             | Portogallo    | 4        |
| 6             | Austria       | 3        |
| 6             | Stati Uniti   | 3        |
| 8             | Australia     | 2        |
| 8             | Colombia      | 2        |
| 8             | Francia       | 2        |
| 8             | Irlanda       | 2        |
| 8             | Russia        | 2        |
| 8             | Slovenia      | 2        |
| 8             | Spagna        | 2        |
| 8             | Gran Bretagna | 2        |
| 16            | Kazakistan    | 1        |
| 16            | Lussemburgo   | 1        |
| 16            | Paesi Bassi   | 1        |
| 16            | Rep. Ceca     | 1        |
| 16            | Ecuador       | 1        |
| 16            | Danimarca     | 1        |
| Non assegnati | Non assegnati | 2        |

### Plurivincitori
- 4 successi:
  -  Pasquale Fornara (1952, 1954, 1957, 1958)
- 3 successi:
  -  Ferdi Kübler (1942, 1948, 1951)
  -  Hugo Koblet (1950, 1953, 1955)
  -  Rui Costa (2012, 2013, 2014)
- 2 successi:
  -  Gino Bartali (1946, 1947)
  -  Beat Breu (1981, 1989)
  -  Andrew Hampsten (1986, 1987)
  -  Hans Junkermann (1959, 1962)
  -  Sean Kelly (1983, 1990)
  -  Louis Pfenninger (1968, 1972)
  -  Simon Špilak (2015, 2017)

### Vittorie di tappa
Aggiornato all'edizione 2023.
| Pos. | Nome               | Nazione    | Vittorie |
| ---- | ------------------ | ---------- | -------- |
| 1    | Peter Sagan        | Slovacchia | 18       |
| 2    | Fabian Cancellara  | Svizzera   | 11       |
| 2    | Hugo Koblet        | Svizzera   | 11       |
| 2    | Ferdi Kübler       | Svizzera   | 11       |
| 5    | Roger De Vlaeminck | Belgio     | 9        |
| 5    | Urs Freuler        | Svizzera   | 9        |
| 5    | Michel Pollentier  | Belgio     | 9        |
| 8    | Franco Bitossi     | Italia     | 8        |
| 8    | Erik Zabel         | Germania   | 8        |
| 10   | Robbie McEwen      | Australia  | 7        |